# Teatr im. Stefana Jaracza w Łodzi

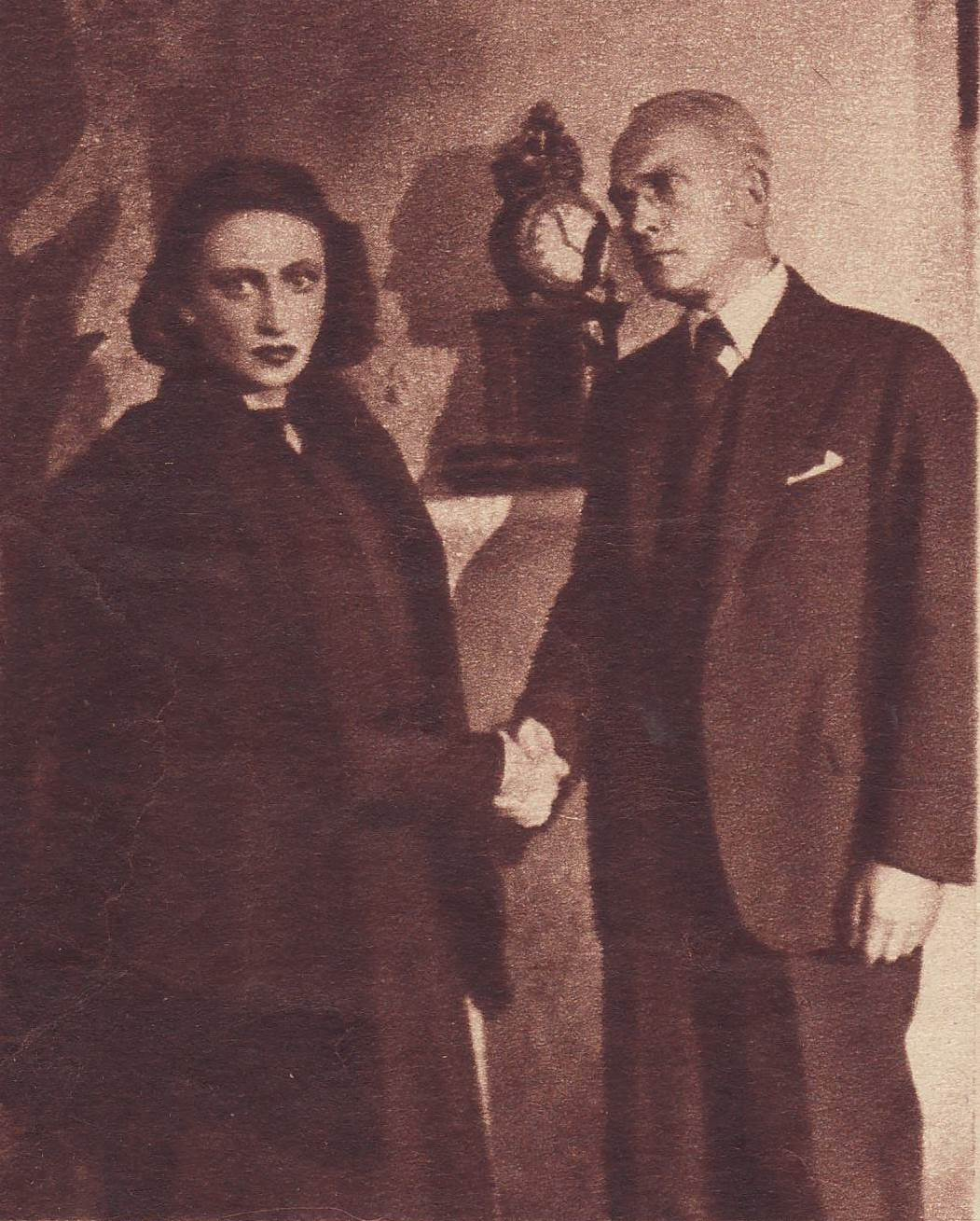
Halina Kossobudzka i Józef Maliszewski w sztuce Wielkanoc Stefana Otwinowskiego, Teatr Wojska Polskiego w Łodzi

Teatr im. Stefana Jaracza w Łodzi (dawn. Teatr Polski w Łodzi, Teatr Miejski w Łodzi, Theater zum Litzmannstadt) – najstarszy łódzki teatr, kontynuator tradycji najstarszej stałej sceny w mieście uruchomionej 6 października 1888 z inicjatywy Łucjana Kościeleckiego przy ul. Piotrkowskiej.

## Historia teatru
Inauguracyjną sztuką wystawioną w teatrze było Małżeństwo Apfel Kazimierza Zalewskiego. Po pożarze gmachu przy ul. Piotrkowskiej, teatr został przeniesiony do budynku przy ul. Cegielnianej 63 (obecnie ul. Jaracza 27), gdzie działa do dziś. Zanim teatr zyskał jako patrona Stefana Jaracza, znany był jako Teatr Polski, a później jako Teatr Miejski. W czasie II wojny światowej teatr działał jako niemiecki Theater zum Litzmannstadt. Po wojnie zespół Teatru Wojska Polskiego kierowany przez Władysława Krasnowieckiego obrał jako swoją siedzibę gmach obecnego teatru. Po przeniesieniu się, w 1949, części zespołu Teatru Wojska Polskiego do Warszawy teatrowi nadano imię Stefana Jaracza.
Od początku istnienia sceny z teatrem wiązały się wielkie osobowości teatralne, np. Karol Adwentowicz, Ina Benita, Zbigniew Bielski, Irena Burawska, Krzysztof Chamiec, Jadwiga Chojnacka, Antonina Dunajewska, Mikołaj Grabowski, Wirgiliusz Gryń, Andrzej Herder, Emil Karewicz, Władysław Hańcza, Kazimierz Iwiński, Stefan Jaracz, Janusz Kłosiński, Władysław Krasnowiecki, Jan Kreczmar, Ignacy Machowski, Andrzej Mastalerz, Jan Mroziński, Juliusz Osterwa, Bogusław Sochnacki, Henryk Szletyński, Jan Świderski, Józef Węgrzyn, Edmund Wierciński, Czesław Wołłejko, Jacek Woszczerowicz, Stanisława Wysocka, Aleksander Zelwerowicz, Michał Znicz, Feliks Żukowski, scenografowie, np. Konstanty Mackiewicz, Andrzej Pronaszko oraz reżyserzy, np. Tadeusz Bradecki, Zbigniew Brzoza, Iwo Gall, Mariusz Grzegorzek, Jerzy Grzegorzewski, Jacek Orłowski, Maciej Prus, Barbara Sass, Leon Schiller, Tomasz Zygadło.    
W latach 1965–1988 drugą sceną Teatru im. S. Jaracza był Teatr 7.15.
W 2009, z okazji jubileuszu 120-lecia, teatr został uhonorowany Złotym Medalem „Zasłużony Kulturze Gloria Artis”.

## Sceny Teatru im. S. Jaracza w Łodzi
- Duża Scena
- Mała Scena
- Scena Kameralna

## Dyrektorzy
- 1890–1891: Karol Kopczewski
- 1891–1895: Czesław Janowski
- 1895–1900: Michał Wołowski
- 1900–1903: Henryk Grubiński
- 1903–1906: Marian Gawalewicz
- 1906–1908: Czesław Janowski (po raz II)[2]
- 1909–1913: Aleksander Zelwerowicz
- 1913–1914: Bolesław Bolesławski
- 1915: Aleksander Szarkowski, Ludwik Szejer (z ramienia Zrzeszenia Artystów Polskich),
- 1915–1916: Władysław Kindler i Oskar Szefer (z ramienia ZAP),
- 1916–1917: Janusz Orliński
- 1917–1918: Stanisław Stanisławski, Franciszek Frączkowski
- 1918–1920: Franciszek Rychłowski
- 1920–1921: Aleksander Zelwerowicz (po raz drugi),
- 1921–1922: Zygmunt Noskowski
- 1922–1923: Henryk Barwiński
- 1923–1925: Kazimierz Wroczyński
- 1925–1926: Arnold Szyfman
- 1926–1929: Bolesław Gorczyński
- 1929–1931: Karol Adwentowicz
- 1931–1932: Karol Borowski
- 1932–1933: Stanisława Wysocka
- 1934–1939: Kazimierz Wroczyński (po raz II)[3]
- 1946–1949: Leon Schiller
- 1949–1952: Iwo Gall
- 1951–1955: Feliks Żukowski
- 1955–1958: Emil Chaberski
- 1958–1960: Karol Borowski
- 1960–1971: Feliks Żukowski (po raz II)
- 1971–1978: Jan Maciejowski
- 1979–1992: Bogdan Hussakowski
- 1992–2017: Wojciech Nowicki[4]
- IX 2017–VII 2020: Waldemar Zawodziński
- XII 2020–V 2022: Marcin Hycnar
- IX 2023–V 2025: Michał Chorosiński
- od V 2025 Paweł Łysiak[5][2]

## Wybrani aktorzy
- Aleksander Bednarz
- Małgorzata Buczkowska
- Katarzyna Cynke
- Sambor Czarnota
- Ireneusz Czop
- Wirgiliusz Gryń
- Jan Hencz
- Mariusz Jakus
- Zdzisław Jóźwiak
- Agnieszka Kowalska
- Jan Paweł Kruk
- Piotr Krukowski
- Kamil Maćkowiak
- Barbara Marszałek
- Bożena Miller-Małecka
- Ewa Mirowska
- Gabriela Muskała
- Mariusz Ostrowski
- Bogusława Pawelec
- Ada Połomska
- Kamila Sammler
- Mariusz Saniternik
- Dariusz Siatkowski
- Mariusz Siudziński
- Halina Skoczyńska
- Michał Staszczak
- Henryk Staszewski
- Krystyna Tolewska
- Barbara Wałkówna
- Agnieszka Więdłocha
- Bronisław Wrocławski